# Kirvessaari (ö i Södra Savolax, S:t Michel, lat 61,37, long 27,99)
Kirvessaari är en ö i Finland. Den ligger i sjön Saimen och i kommunen Puumala i den ekonomiska regionen  S:t Michel och landskapet Södra Savolax, i den södra delen av landet, 210 km nordost om huvudstaden Helsingfors. Öns area är 21,9 hektar och dess största längd är 0,8 kilometer i nord-sydlig riktning.